# Anisogammarus amchitkana
Anisogammarus amchitkana är en kräftdjursart som beskrevs av Edward Lloyd Bousfield 200. Anisogammarus amchitkana ingår i släktet Anisogammarus och familjen Anisogammaridae. Inga underarter finns listade i Catalogue of Life.